# Uli Bayerschmidt
Uli Bayerschmidt est un footballeur ouest-allemand né le 3 mars 1967 à Munich. Il évoluait au poste de défenseur.

## Biographie
Uli Bayerschmidt est formé au Bayern Munich,,. Il débute en Coupe des clubs champions lors de la campagne 1986-1987 contre le PSV Eindhoven match nul 0-0. Cette même saison, il est champion d'Allemagne en 1987,.
En 1989, il rejoint le 1. FC Nuremberg, toujours en première division,.
Bayerschmidt est transféré en 1991 au Hertha BSC qui évolue alors en deuxième division allemande,.
En 1994, il devient joueur du Tennis Borussia Berlin, en troisième division allemande,.
Bayerschmidt joue au total 45 matchs en première division allemande pour un but marqué, et 83 matchs en deuxième division allemande pour aucun but marqué. Au sein des compétitions européennes, il dispute un match de Coupe des clubs champions, et une rencontre de Coupe UEFA.

## Palmarès
| Bayern Munich - Championnat d'Allemagne de l'Ouest (1) : - Champion : 1986-87. |